# مستودع بارد

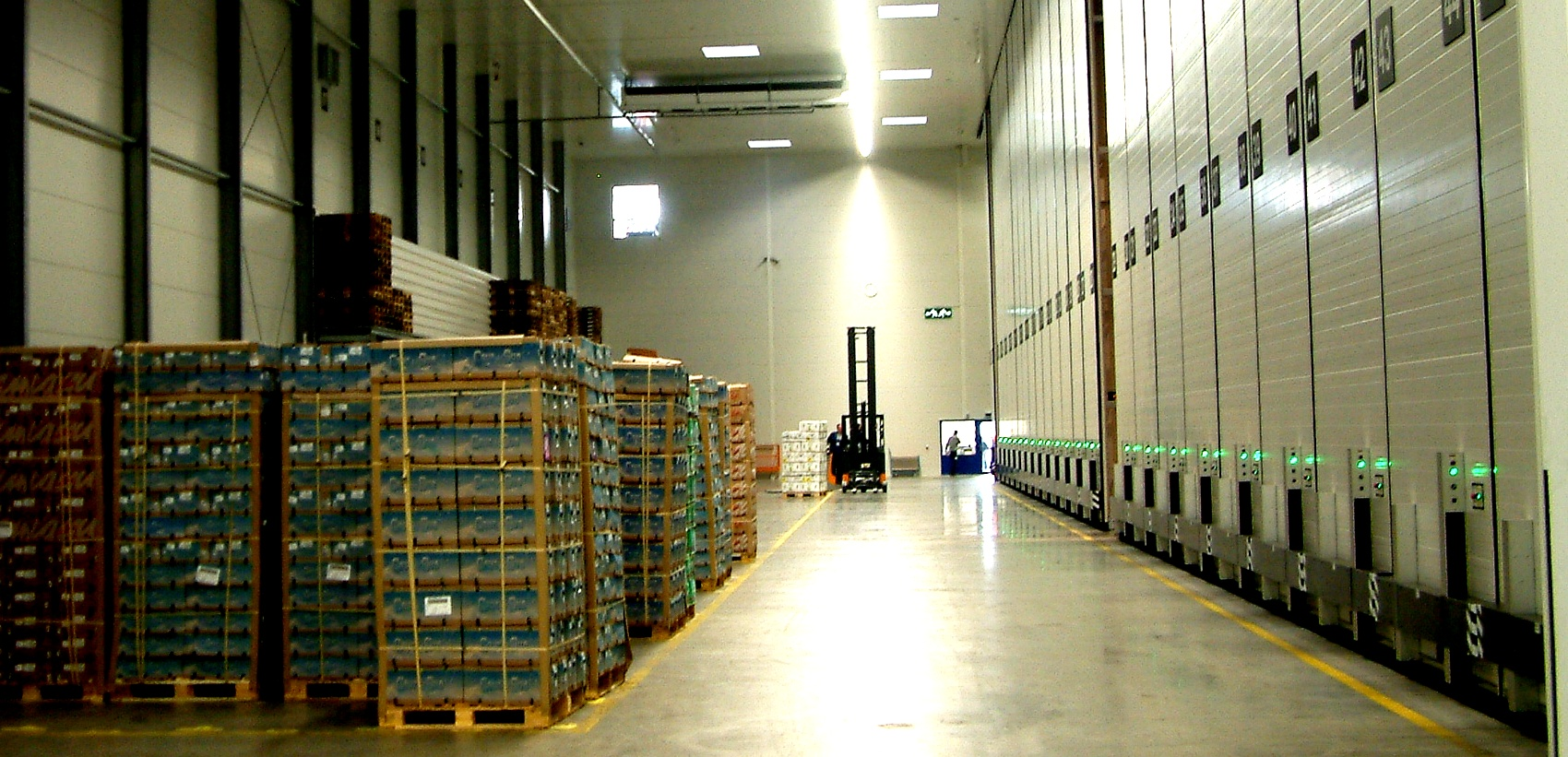

المستودع البارد أو مخزن التبريد هو مستودع حيث يتم تخزين وتثليج البضائع القابلة للتحلل. وتتنوع المنتجات التي يتم تخزينها بين الطعام وبخاصة اللحم، والمنتجات الزراعية، العقاقير الطبية والمركبات الكيميائية والدم وغيرهم من المواد الأخرى.